# Регионална библиотека (Видин)
Регионална библиотека „Михалаки Георгиев“ във Видин понастоящем се помещава в сградата на бившия Партиен дом на централния градски площад „Бдинци“ № 1 (тел. 094 601 704). Днес библиотеката е най-голямата общодостъпна научна библиотека на територията на Област Видин.

## История
Библиотеката е наследник на основаната през 1870 г. библиотека в града, когато са уредени библиотека и читалня с дарение от Руското консулство, включващо 174 книги, запазени в нейните фондове и до днес. Отначало библиотеката се помещава в сградата на Театър „Вида“, а след Освобождението е преместена в прогимназия „Антим I“.
Първият платен уредник е назначен през 1925 г. Първите опити за създаване на каталог на вече инвестирания фонд са през 1953 г. От 1 април 1959 г., след новото административно делене на страната, тя става окръжна методическа библиотека. Същата година е поставено началото на диференцирано обслужване на читателите. През 1965 г. е въведен свободен достъп за читателите и е разкрит самостоятелен детски отдел. Дейността ѝ се разширява, независимо че отделите са разделени в 2 сгради.
През 1989 г. колективът на библиотеката е награден с орден „Кирил и Методий“, I степен. През 1991 г. библиотеката получава голяма материална придобивка – част от помещенията на бившия партиен дом са предоставени за ползване. Така всички отдели на библиотеката се намират в обща сграда. Става възможно да се разшири дейността на читалнята. Разкрити са следните читалн: „Хуманитарни науки“, „Точни и приложни науки“, „Периодика“, „Изкуство и музика“, „Детска читалня“ с общо 70 читателски места.

## Функции
Регионална библиотека „Михалаки Георгиев“ е единственият и най-голям библиотечно-библиографски и информационен център на територията на Област Видин. Развива широкоспектърна дейност, методическа работа със 70 читалищни и училищни библиотеки в региона, издателска дейност в областта на библиотекознанието, библиографията и научната информация. Тя е архив на местния и централния печат. Развива богата културна дейност за пропаганда на фондовете си и достиженията на националната и световната култура.

## Структура
- Отдел „Комплектуване, обработка и каталози“ – комплектува, обработва и каталогизира целия книжен фонд на библиотеката. Поддържа система от каталози. В отдела работят 2 специалисти.
- Отдел „Обслужване“ – заемна за дома – регистрира и обслужва читатели на възраст над 14 години с литература от всички отрасли на знанието. Осъществява библиографска и консултантска дейност. Изпълнява поръчки по междубиблиотечно и международно книгозаемане. Има обособен чуждоезиков фонд – книги, учебници, учебни помагала, аудио- и видеокасети на английски, немски и френски език. Библиотечните материали се дават за домашно ползване и за тях се води отделна регистрация и отчетност. В отдела работят 4 специалисти.
- Читалня „Точни и приложни науки“ – обслужва всички категории читатели с материали от областта на естествените, техническите, медицинските и селскостопанските науки. В отдела работи 1 специалист.
- Читалня „Периодика“ – поддържа целия фонд „Периодика“. Каталогизира и реализира режима на съхранение на всички периодични издания на библиотеката. В отдела работи 1 специалист.
- Детски отдел с читалня – обслужва читатели на възраст до 14 години с детска художествена и научна литература. В отдела работят 2 специалисти.
- Комплексен отдел „Изкуство“ – обслужва читателите с библиотечни документи от всички жанрове изкуство. Разполага с богата колекция грамофонни плочи, нотни издания, аудио- и видеокасети и други. В отдела работи 1 специалист.
- Комплексен отдел „СБИО и краезнание“ – в отдела работят 3 специалисти.
  - Отдел „Справочно-библиографски“ – осъществява справочно-библиографска, информационна и издателска дейност.
  - Отдел „Краезнание“ – събира и съхранява цялата печатна история от и за региона. Поддържа обща краеведска картотека от публикации за целия регион. Извършва издателска дейност. Краеведската сбирка е уникална по своя характер.
- Отдел „Методичен“ – разполага с добре комплектуван фонд с научно-методическа литература. Оказва помощ на всички библиотеки от областта, независимо от тяхната подчиненост.

## Фондове
Фондът на библиотеката наброява 278 705 библиотечни документа. Той е отразен на фишови каталози и по електронен път.
- Подръчният фонд в отдел „Заемна за възрастни“ наброява 190 553 библиотечни единици. Този фонд е подреден систематично-азбучно в 2 заемни зали и книгохранилище.
- В отдел „Читални“ фондът наброява 9095 библиотечни единици. Книгите са 5813 и са подредени в залите. Периодичните издания са 3282 и в по-голямата си част са подредени в книгохранилище. Текущо получаваната периодика е в залата за ползване от читателите.
- Фондът на Детския отдел е 43 197 библиотечни единици, подредени систематично-азбучно. Освен книги тук има периодични издания, грамофонни плочи с приказки и игротека с 46 игри.
- В отдел „Изкуство“ фондът наброява 11 090 библиотечни единици – книги, периодични издания, нотни издания, грамофонни плочи, картографски издания, графични издания, аудио- и видеокасети, диапозитиви, микрофилми.
- Справочният фонд е от 4519 б. е., а фондът на отдел „Краезнание“ съдържа 1643 библиотечни единици – книги и периодични издания.
- Фондът „Редки и ценни книги“ наброява 2142 библиотечни единици. Той е подреден форматно-поредно в книгохранилище и се предоставя за ползване в читалнята. Най-старата книга в този фонд е отпечатана през 1835 в Белград.

## Проекти
- Проект „Подкрепа на периодичните издания за култура“ – Център по изкуствата „Сорос“
- Мегапроект „Пушкинска библиотека“, II етап – фондация „Отворено общество“
- Образователен проект – Министерство на образованието, Австрия
- Everyman Millenium Library – Британски съвет

## Услуги
Работното време на библиотеката е от 9 до 18 часа, в събота – до 13 часа; почивен ден – неделя. Предлагани услуги:
- ползване на печатни и непечатни материали
- ползване на междубиблиотечно и международно книгозаемане
- информационно обслужване за фирми от региона
- библиотечно-библиографско и информационно обслужване
- библиографски и информационни справки – писмени и тематични
- текуща библиографска информация
- издирване на книги по библиографски списъци
- копирни услуги

## Дарители
- Издателство на СУ „Св. Климент Охридски“
- Асоциация на търговците в гр. Крайова, Румъния
- Фондация „Отворено общество“
- Британски съвет и др.
- Издателство „Абагар“